# Oltre ogni regola
Oltre ogni regola (Bending the Rules) è un film del 2012 diretto da Artie Mandelberg.
Film d'azione e commedia, prodotto dalla WWE Studios, e con protagonisti il wrestler Edge e Jamie Kennedy. Il film uscì il 9 marzo 2012 in alcuni teatri selezionati negli Stati Uniti per un tempo limitato. Si stima che il budget fu di 4,2 milioni.

## Trama
Il detective Nick Blades è un poliziotto di New Orleans sotto processo per corruzione. L'assistente procuratore distrettuale Theo Gold è l'uomo incaricato di metterlo dietro le sbarre. Anche se sospeso, Nick continua a fare il suo lavoro di poliziotto, fino al giorno del suo processo, quando dovrà fare coppia con Theo, al fine di aiutarlo a trovare la sua auto, che nel frattempo è stata rubata. In gioco non c'è solo il furto della macchina, ma anche di molte vite, tra cui quella di Theo. Nick, con il suo stile investigativo particolare, proverà a risolvere il caso.

## Produzione
Le riprese sono state effettuate a Jefferson Parish, Louisiana e a New Orleans.

## Colonna sonora
- Going Numb scritta da Justin La Vallee, eseguita da Kahlil Feegel Courtesy di Shotgun Lullabies.

## Accoglienza
Oltre ogni regola ha ricevuto delle recensione generalmente negative, e detiene il 36% dei voti favorevoli su Rotten Tomatoes.